# Muraoka Takuya
Muraoka Takuya (村岡拓哉 Muraoka, Takuya, sinh ngày 24 tháng 7 năm 1990 ở Kanazawa-ku, Yokohama) là một cầu thủ bóng đá người Nhật Bản thi đấu cho Fukushima United FC.

## Thống kê câu lạc bộ
Cập nhật đến ngày 23 tháng 2 năm 2017.
| Thành tích câu lạc bộ | Thành tích câu lạc bộ | Thành tích câu lạc bộ | Giải vô địch | Giải vô địch | Cúp                   | Cúp                   | Tổng cộng | Tổng cộng |
| Mùa giải              | Câu lạc bộ            | Giải vô địch          | Số trận      | Bàn thắng    | Số trận               | Bàn thắng             | Số trận   | Bàn thắng |
| Nhật Bản              | Nhật Bản              | Nhật Bản              | Giải vô địch | Giải vô địch | Cúp Hoàng đế Nhật Bản | Cúp Hoàng đế Nhật Bản | Tổng cộng | Tổng cộng |
| --------------------- | --------------------- | --------------------- | ------------ | ------------ | --------------------- | --------------------- | --------- | --------- |
| 2013                  | Shonan Bellmare       | J1 League             | 0            | 0            | 0                     | 0                     | 0         | 0         |
| 2014                  | Fukushima United FC   | J3 League             | 20           | 1            | 1                     | 0                     | 21        | 1         |
| 2015                  | Fukushima United FC   | J3 League             | 23           | 1            | 0                     | 0                     | 23        | 1         |
| 2016                  | Fukushima United FC   | J3 League             | 19           | 0            | 2                     | 0                     | 21        | 0         |
| Tổng cộng sự nghiệp   | Tổng cộng sự nghiệp   | Tổng cộng sự nghiệp   | 62           | 2            | 3                     | 0                     | 65        | 2         |